# Wilhelm von Sens

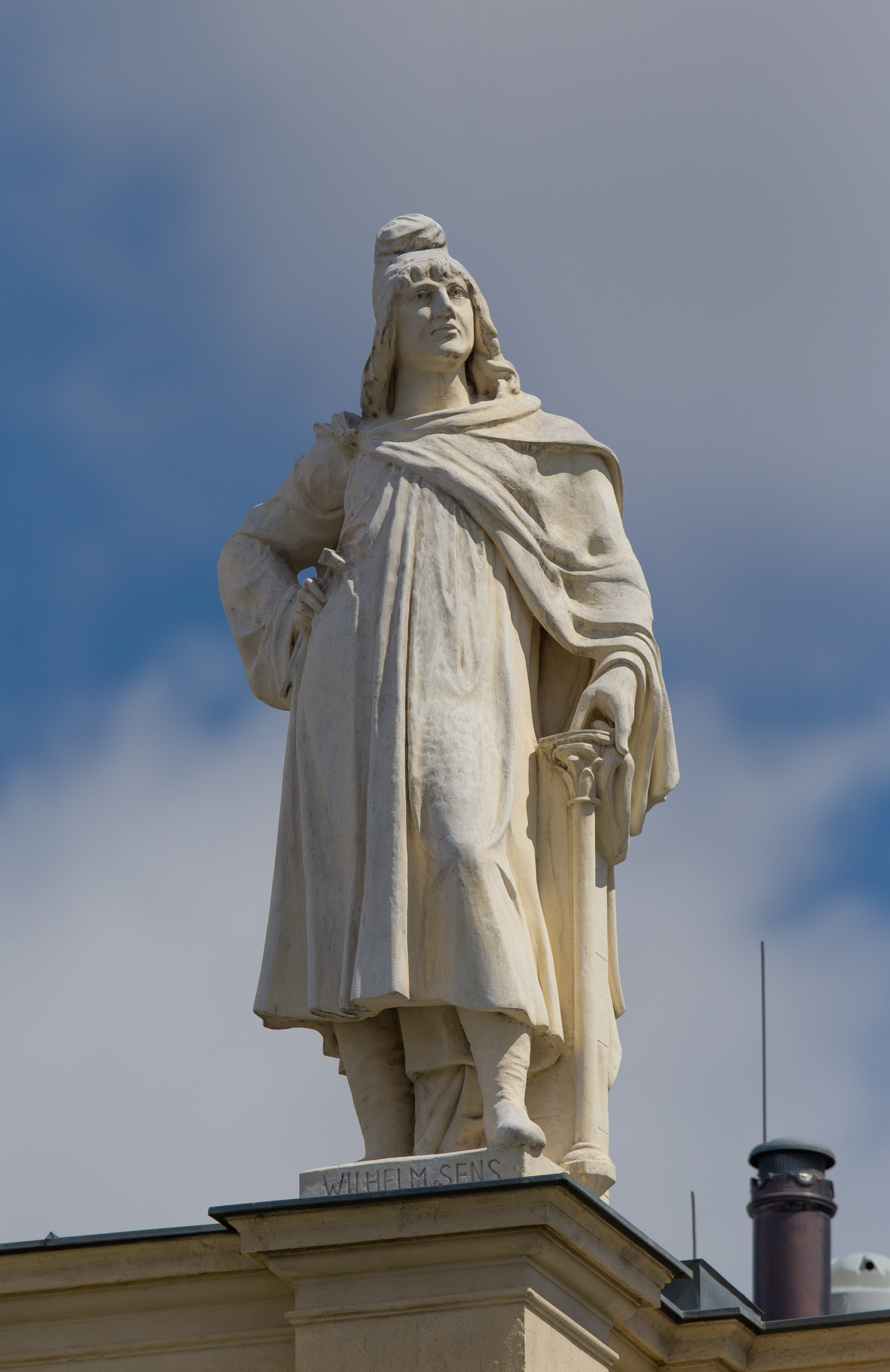
Wilhelm von Sens, Dachfigur am Kunsthistorischen Museum, Wien

Wilhelm von Sens († 11. August 1180) war ein französischer Baumeister des 12. Jahrhunderts, der insbesondere für seine Tätigkeit an der Kathedrale von Canterbury bekannt wurde.

## Leben
Über seinen Herkunftsort und sein Geburtsdatum ist nichts bekannt. Möglicherweise stammte er aus Sens. Seit etwa 1136 gehörte er der dortigen Bauhütte an. Er arbeitete als Steinmetz und Werkmeister an verschiedenen Bauten im französischen Raum. Im Jahr 1174 wurde er nach Canterbury zum Bau der dortigen Kathedrale geholt. Er errichtete den Chor der Kirche neu, womit er die erste englische Phase der Gotik, das Early English einleitete. Unter der Bauleitung Wilhelm von Sens’ hat der Mönch Gervasius einen der – neben dem Abt Suger – wenigen erhaltenen zeitgenössischen Berichte zum Bau gotischer Kathedralen verfasst, den sogenannten „Gervasius-Bericht“. Im Jahr 1178 stürzte Wilhelm von Sens von einem Baugerüst und zog sich schwere Verletzungen zu. Den Fortgang der Arbeiten konnte er nur noch von seinem Krankenlager beaufsichtigen. Er kehrte um 1179 nach Frankreich und vermutlich nach Sens zurück, wo er kurze Zeit später starb.